# نقد حركة ما بعد الحداثة
يشارك نقد ما بعد الحداثة، بينما يتنوع ثقافيًا، الرأي أن ما بعد الحداثة تفتقد للتماسك ومعادية لفكرة المطلق كفكرة الحقيقة. على وجه التحديد، يُعتقد أن ما بعد الحداثة لا معنى لها، تروّج للغموض المتعمد وتستخدم النسبويّة (في الثقافة والأخلاق والمعرفة) إلى المدى الذي تعيق فيه معظم مطالب الحُكم.
تُعد ما بعد الحداثة نشاطًا متنوعًا جدًا ثقافيًا وفنيًا، ويملك فرعين منها (على سبيل المثال أدب ما بعد الحداثة وفلسفة ما بعد الحداثة) أشياء مشتركة قليلة بينها. لا يُعد نقد ما بعد الحداثة عمومًا هجومًا شاملًا على الحركات المتنوعة العديدة الموصوفة أنها ما بعد حداثية. يشير مثل هذا النقد إلى فروع محددة من ما بعد الحداثة، في كثير من الأحيان على النظريات الثقافية في الإنسانيات (الفلسفة، التاريخ، دراسات مجتمع الميم، البنيوية، النسبويّة الثقافية والنظرية). تُعد فلسفة ما بعد الحداثة موضوعًا للنقد في كثير من الأحيان بسبب غموضها المتعمد ومقاومتها للمعرفة الموثوقة. على سبيل المثال، قد ينتقد فيلسوف ما الفلسفة الفرنسية ما بعد الحداثية لكن لا يملك مشكلة مع سينما ما بعد الحداثة. بشكل معاكس، نَقَد الفيلسوف روجر سكورتين إنسانيات ما بعد الحداثة وبعض عناصر الفن ما بعد الحداثي، لكنه لم يهاجم على نطاق واسع مخزون المشاريع ما بعد الحداثية المتنوعة. النقد الأساسي لما بعد الحداثة، ككل، هو غياب تعريف ما هي ما بعد الحداثة ذاتها وماذا يميز أي شيء ما بعد حداثي.

## الغموض
حاجج عالم اللغويات نعوم تشومسكي أن ما بعد الحداثة ليست ذات معنى لأنها لا تضيف شيئًا للمعرفة التحليلية أو التجريبية. سأل تشومسكي لماذا لن يستجيب إنتلجنسيا ما بعد الحداثة مثل الناس الآخرين عندما يُسألون:
«بشكل جدّي، ما هي مبادئ نظرياتهم، على أي دليل ترتكز، ماذا تشرح تلك النظريات ما لم يكن واضحًا أساسًأ، إلخ؟ إنها طلبات عادلة يحق لأي أحد تقديمها. إذا لم يُجاب على تلك الطلبات، لذا أقترح اللجوء إلى نصيحة هيوم في ظروف مشابهة: إلى المشاعل».
كتب كريستوفر هيتشنز في كتابه لماذا أورويل مهم في الدفاع عن التعبير البسيط والواضح والمباشر عن الأفكار: «يرهق استبداد ما بعد الحداثيين الناس بالملل وبالنثر شبه الأدبي». نَقَد هيتشنز أيضًا مجلدًا ما بعد حداثي بعنوان دليل جونز هوبكينز لنظرية الأدب والنقد: «طور الفرنسيون، عند حدوث ذلك، تعبيرًا لهذا النوع من الكلام غير ذي الفائدة؛ اللسان الخشبي، وفيه لا يوجد شيء مفيد أو متنور يمكن قوله، ولكن يُقدم فيه اعتذارات متنوعة للاعتباطية وعدم الصدق. يُعد هذا الكتاب حالةً سيئة عن المنطق الذي ينكشف في كثير من جامعاتنا».

بمزاج مشابه، كتب ريتشارد دوكينز مراجعة مناسبة لكتاب آلان سوكال وجان بريكمونت خداع الإنتلجنيسا:
«افترض أنك مثقف مخادع لا تملك شيئًا لتقوله، ولكن لديك طموحات قوية لتنجح في الحياة الأكاديمية، اجمع زمرةً من التلاميذ الموقرين، واملك طلابًا حول العالم يطلسون صفحاتك بقلم التحديد الأصفر. أي نمط أدبي ستزرع؟ ولا أي نوع واضح، بالتأكيد، لأن الوضوح سيكشف افتقادك للمحتوى».
يستخدم دوكينز بعد ذلك الاقتباس التالي من فيليكس غواتاري كمثال عن افتقاد المحتوى والوضوح:
«نرى بوضوح أنه لا يوجد تواصل ثنائي المعنى بين روابط الدلالة الخطية والكتابة الأصلية، اعتمادًا على المؤلف، وهذا الحفز الماشيني متعدد الأوجه ومتعدد الأبعاد. تناسق المقياس والعَرَضية والطابع المرضي غير الخطابي لتوسعها: كل هذه الأبعاد تخرجنا من منطق الوسط المستبعد وتعززنا في رفضنا للثنائي الأنطولوجي الذي انتقدناه سابقًا».